# Torneio Rio-São Paulo de 1953
O ano de 1953 começou bem para o Corinthians. Bicampeão paulista, o time entrou na sexta edição do torneio Torneio Rio-São Paulo como um dos favoritos, tendo sagrado-se campeão, com o carioca Vasco da Gama como vice. Ao vencer o Corinthians por 1 a 0 no seu penúltimo jogo perante 77.881 torcedores presentes ao Maracanã (68.727 pagantes), e último do Corinthians, o Vasco deu um grande passo para ser campeão, mas acabou derrotado pelo Santos em sua última partida, vindo a perder o título dessa competição para o clube paulistano.

## Regulamento
O Torneio Rio-São Paulo de 1953 foi disputado pelo sistema de pontos corridos. Dez clubes jogaram em turno único todos contra todos. A equipe que somou mais pontos foi a campeã.

## Classificação
| Classificação | Classificação | Classificação | Classificação | Classificação | Classificação | Classificação | Classificação | Classificação | Classificação | Classificação |
| Times         | Times         | Pts           | J             | V             | E             | D             | GP            | GC            | SG            |               |
| ------------- | ------------- | ------------- | ------------- | ------------- | ------------- | ------------- | ------------- | ------------- | ------------- | ------------- |
| 1             | Corinthians   | 12            | 9             | 5             | 2             | 2             | 22            | 13            | +9            |               |
| 2             | Vasco da Gama | 11            | 9             | 4             | 3             | 2             | 13            | 9             | +4            |               |
| 3             | São Paulo     | 10            | 9             | 4             | 3             | 2             | 12            | 9             | +3            |               |
| 4             | Botafogo      | 10            | 9             | 3             | 4             | 2             | 16            | 14            | +2            |               |
| 5             | Fluminense    | 9             | 9             | 3             | 3             | 3             | 18            | 16            | +2            |               |
| 6             | Bangu         | 8             | 9             | 4             | 0             | 5             | 17            | 19            | -2            |               |
| 7             | Palmeiras     | 8             | 9             | 2             | 4             | 3             | 19            | 22            | -3            |               |
| 8             | Flamengo      | 8             | 9             | 1             | 6             | 2             | 14            | 20            | -6            |               |
| 9             | Santos        | 7             | 9             | 3             | 1             | 5             | 20            | 22            | -2            |               |
| 10            | Portuguesa    | 7             | 9             | 3             | 1             | 5             | 13            | 20            | -7            |               |

## Campeão
| Torneio Rio-São Paulo de 1953               |
| ------------------------------------------- |
| Sport Club Corinthians Paulista (2º título) |